# روبرت فريمان
روبرت فريمان (بالإنجليزية: Robert Freeman) هو معلم موسيقى وعازف بيانو أمريكي، ولد في 26 أغسطس 1935. عرف بقيادة العديد من مدارس الموسيقى في الولايات المتحدة، و كان مديرًا لمدرسة إيستمان للموسيقى من عام 1973 إلى عام 1996.